# ماوندفيل
ماوندفيل (بالإنجليزية: Moundville)‏ هي مدينة أمريكية تقع في ولاية ألاباما.تبلغ مساحة هذه المدينة 10.3 (كم²)،ويبلغ عدد سكانها 1809 نسمة حسب إحصاء سنة 2010 م.تشير الإحصاءات بأن الكثافة السكانية في هذه المدينة تقدر بـ(175.6) نسمة/كم2.

## التركيبة السكانية
حدّد مكتب تعداد الولايات المتحدة بيانات التركيبة السكانية لماوندفيل في تعداد الولايات المتحدة. في ما يلي، التركيبة السكانية حسب تعدادي 2000 و2010.

### تعداد عام 2000
بلغ عدد سكان ماوندفيل 1,809 نسمة بحسب تعداد عام 2000، وبلغ عدد الأسر 688 أسرة وعدد العائلات 479 عائلة مقيمة في البلدة. في حين سجلت الكثافة السكانية 149.8 نسمة لكل كيلومتر مربع (388.0/ميل2). وبلغ عدد الوحدات السكنية 780 وحدة بمتوسط كثافة قدره 64.6 لكل كيلومتر مربع (167.3/ميل2).
وتوزع التركيب العرقي للبلدة بنسبة 61.30% من البيض و35.16% من الأمريكيين الأفارقة و0.66% من الأمريكيين الأصليين و0.94% من الأمريكيين ذوي الأصول الآسيوية و0.83% من الأعراق الأخرى و1.11% من عرقين مختلطين أو أكثر و1.55% من الهسبانيون أو اللاتينيون من أي عرق.
بلغ عدد الأسر 688 أسرة كانت نسبة 40.4% منها لديها أطفال تحت سن الثامنة عشر تعيش معهم، وبلغت نسبة الأزواج القاطنين مع بعضهم البعض 45.3% من أصل المجموع الكلي للأسر، ونسبة 19% من الأسر كان لديها معيلات من الإناث دون وجود شريك، بينما كانت نسبة 5.2% من الأسر لديها معيلون من الذكور دون وجود شريكة وكانت نسبة 30.4% من غير العائلات. تألفت نسبة 27.6% من أصل جميع الأسر من عدة أفراد يعيشون في نفس المنزل ونسبة 10.9% كانت تتألف من شخص يعيش بمفرده يبلغ من العمر 65 عاماً أو أكثر. وبلغ متوسط حجم الأسرة المعيشية 2.53، أما متوسط حجم العائلات فبلغ 3.08.
بلغ العمر الوسطي للسكان 35.9 عاماً. وكانت نسبة 26.3% من القاطنين تحت سن الثامنة عشر، وكانت نسبة 9.8% بين الثامنة عشر والرابعة والعشرين عاماً، ونسبة 27.6% كانت واقعةً في الفئة العمرية ما بين الخامسة والعشرين والرابعة والأربعين عاماً، ونسبة 20.5% كانت ما بين الخامسة والأربعين والرابعة والستين، ونسبة 12% كانت ضمن فئة الخامسة والستين عاماً فما فوق. يوجد لكل 100 أنثى 93.9 ذكر، ويوجد لكل 100 أنثى في الثامنة عشر من عمرها فما فوق 87.4 ذكر.
بلغ متوسط دخل الأسرة في البلدة 31,944 دولارًا، أما متوسط دخل العائلة فبلغ 35,719 دولارًا. وكان متوسط دخل الذكور 30,625 دولارًا مقابل 25,231 دولارًا للإناث. وسجل دخل الفرد الخاص بالبلدة 13,014 دولارًا. وكانت نسبة 21.2% من العائلات ونسبة 20.9% من السكان تحت خط الفقر، وكان من هؤلاء نسبة 24.6% تحت سن الثامنة عشر ونسبة 16.7% في الخامسة والستين من العمر وما فوق.

### تعداد عام 2010
بلغ عدد سكان ماوندفيل 2,427 نسمة بحسب تعداد عام 2010، وبلغ عدد الأسر 894 أسرة وعدد العائلات 652 عائلة مقيمة في البلدة. في حين سجلت الكثافة السكانية 200.9 نسمة لكل كيلومتر مربع (520.3/ميل2). وبلغ عدد الوحدات السكنية 1,003 وحدة بمتوسط كثافة قدره 83 لكل كيلومتر مربع (215.0/ميل2).
وتوزع التركيب العرقي للبلدة بنسبة 56.24% من البيض و40.42% من الأمريكيين الأفارقة و0.70% من الأمريكيين الأصليين و0.66% من الأمريكيين ذوي الأصول الآسيوية و0.58% من الأعراق الأخرى و1.40% من عرقين مختلطين أو أكثر و1.77% من الهسبانيون أو اللاتينيون من أي عرق.
بلغ عدد الأسر 894 أسرة كانت نسبة 42.8% منها لديها أطفال تحت سن الثامنة عشر تعيش معهم، وبلغت نسبة الأزواج القاطنين مع بعضهم البعض 48.7% من أصل المجموع الكلي للأسر، ونسبة 18.8% من الأسر كان لديها معيلات من الإناث دون وجود شريك، بينما كانت نسبة 5.5% من الأسر لديها معيلون من الذكور دون وجود شريكة وكانت نسبة 27.1% من غير العائلات. تألفت نسبة 23.4% من أصل جميع الأسر من عدة أفراد يعيشون في نفس المنزل ونسبة 7.6% كانت تتألف من شخص يعيش بمفرده يبلغ من العمر 65 عاماً أو أكثر. وبلغ متوسط حجم الأسرة المعيشية 2.62، أما متوسط حجم العائلات فبلغ 3.11.
بلغ العمر الوسطي للسكان 34.7 عاماً. وكانت نسبة 27.7% من القاطنين تحت سن الثامنة عشر، وكانت نسبة 7.6% بين الثامنة عشر والرابعة والعشرين عاماً، ونسبة 29% كانت واقعةً في الفئة العمرية ما بين الخامسة والعشرين والرابعة والأربعين عاماً، ونسبة 23.5% كانت ما بين الخامسة والأربعين والرابعة والستين، ونسبة 12.1% كانت ضمن فئة الخامسة والستين عاماً فما فوق. وتوزع التركيب الجنسي للسكان بنسبة 48% ذكور و52% إناث.